# (253) Матильда
(253) Мати́льда (нем. Mathilde) — астероид главного пояса, который принадлежит к тёмному спектральному классу C. Астероиды этого класса богаты различными углеродными соединениями, которые сильно поглощают свет, давая очень низкое альбедо. Матильда — один из немногих астероидов с крайне медленным вращением вокруг своей оси: она делает один оборот за 17,4 суток. Она была открыта 12 ноября 1885 года австрийским астрономом Иоганном Пализой в Венской обсерватории и назван в честь жены французского астронома Мориса Леви, ставшего впоследствии вице-директором Парижской обсерватории. Название было предложено сотрудником Парижской обсерватории В. А. Лебёфом (фр. V. A. Lebeuf), который просчитал орбитальные параметры Матильды.

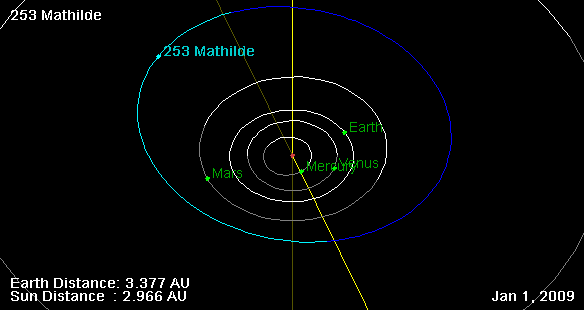
Орбита астероида Матильда и его положение в Солнечной системе

В 1997 году Матильда стала третьим астероидом, изученным с близкого расстояния космическим аппаратом. Американская АМС NEAR Shoemaker, направлявшаяся к астероиду Эрос, с пролётной траектории сделала несколько сотен фотоснимков Матильды, на которых видно множество крупных кратеров. До 2010 года, когда рядом с астероидом (21) Лютеция пролетел КА «Розетта», Матильда оставалась самым крупным непланетным телом, изученным с помощью космического аппарата.

## Исследования
Хотя астероид был известен более столетия, новые значимые исследования были проведены лишь в 1995 году, в ходе которых был определён необычно большой период вращения (свыше 17 суток) и установлена принадлежность астероида к углеродному спектральному классу C.
Но настоящий рывок в изучении Матильды был сделан чуть позднее, 27 июня 1997 года, когда американская АМС NEAR Shoemaker сблизилась с астероидом до расстояния в 1212 километра, пролетев мимо него со скоростью 9,93 км/с. Столь близкий пролёт позволил АМС сделать более 500 фотоснимков астероида (в том числе семь цветных), которые, однако, из-за низкой скорости вращения астероида позволили картографировать только около 60 % поверхности данного объекта. Разрешение наиболее качественных из которых составило 180 метров на пиксель. Также станция, на основе гравитационных возмущений, произвела замеры магнитного поля и массы астероида, а также определила его массу и плотность. Таким образом, Матильда стала третьим астероидом, после (951) Гаспры и (243) Иды, который был изучен с борта автоматической межпланетной станции.

## Медленное вращение
Матильда — один из самых медленно вращающихся астероидов среди всех известных малых тел Солнечной системы, у большинство из которых периоды вращения вокруг своей оси лежат в диапазоне от 2 до 24 часов, в то время как период вращения Матильды превышает 17 земных суток. Первоначально учёными было выдвинуто два возможных объяснения столь медленного вращения: выброс летучих веществ с поверхности астероида, в направлении, противоположном вращению и приливные силы большого спутника. Однако на фотографиях, сделанных в 1997 году пролетавшим мимо астероида космическим аппаратом, не было обнаружено ни признаков выброса газов, ни спутников ярче 6—7m, что соответствует объектам диаметром 200—300 метров.

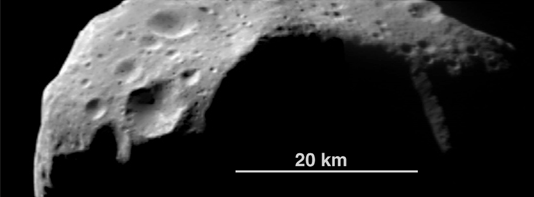
Один из крупнейших кратеров Матильды

На сегодняшний день принято считать, что уменьшение скорости вращения Матильды могло быть вызвано столкновением с другим относительно крупным астероидом диаметром порядка 3 км, образовавшим один из больших кратеров на Матильде. Данное тело при столкновении двигалось в направлении, противоположном вращению Матильды, чем придало ей при столкновении значительный импульс, обеспечивший сильнейшее торможение вращательного движения астероида.

## Структура поверхности
Матильда — очень тёмный и старый астероид со средним радиусом около 26,4 км и объёмом в 78 000 км³, возраст которого оценивается приблизительно в 4 млрд лет. Альбедо поверхности Матильды сопоставимо с альбедо свежего битума. По химическому составу её поверхность близка к составу углеродных хондритов первого или второго типов (CI1 или CM2), встречающихся в найденных на Земле метеоритах, с преобладанием силикатных минералов. Однако значение плотности (1300 кг/м³), измеренное приборами аппарата NEAR Shoemaker, составляет менее половины плотности типичных углеродистых хондритов, что может свидетельствовать о наличии пустот внутри астероида или его высокой пористости, которая может составлять до 50 % от всего объёма этого тела. Это в свою очередь означает, что астероид представляет собой не монолитное тело, а конгломерат нескольких мелких тел, покрытых толстым слоем пыли (куча щебня). Однако обнаружение крупного 20-километрового кратера на поверхности заставляет предположить наличие в астероиде нескольких крупных внутренних компонентов. Подобная внутренняя структура астероида делает неэффективным распространение ударных волн через астероид, что позволяет локализовать ущерб от столкновений и обеспечивает высокую сохранность деталей поверхности.
Всего на исследованной поверхности астероида было обнаружено 23 кратера, которые были названы в честь крупнейших угольных месторождений мира. Самый крупный из них, кратер Кару (англ. Karoo), имеет диаметр 33,4 километра и глубину 5-6 км. Более точно измерить глубину кратера не удалось, так как большая его часть на снимках оказалась в тени. Кратер Кару, как представляется, имеет более чёткие очертания и, вероятно, является наиболее молодым из крупных кратеров астероида. Второй по размеру кратер называется Ишикари (англ. Ishikari), и имеет диаметр 29,3 км. На стенах крупных кратеров встречаются мелкие ударные образования, однако там их плотность меньше, чем плотность на внутрикратерных поверхностях. Никаких различий в яркости и цвете среди кратеров выявлено не было, так что панорама поверхности астероида должна представлять собой довольно однотонное зрелище.
Подобная сильно пористая структура характерна для многих углеродных астероидов C-класса, таких как (45) Евгения, (87) Сильвия, (90) Антиопа, (121) Гермиона. Возможно, что и тунгусский метеорит мог иметь похожую структуру.

## Кратеры

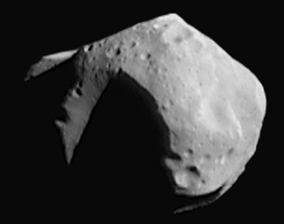
Матильда. Крупнейший кратер (затенён) — Карру

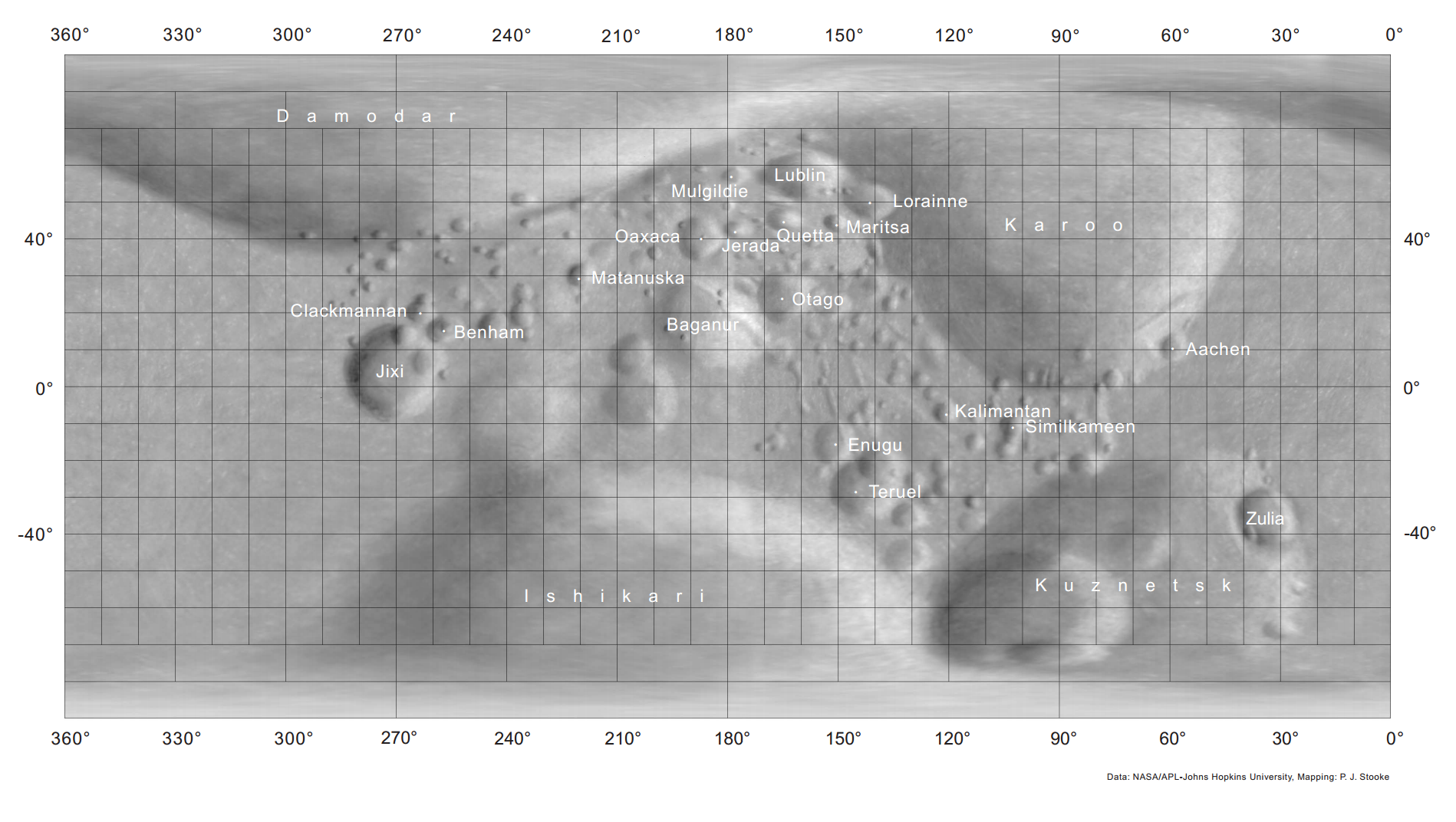
Карта Матильды

В этом списке представлены наименованные кратеры астероида (253) Матильда. Они названы в честь крупнейших угольных месторождений мира.
| Русское название | Латинское название | Диаметр, км | Эпоним                |
| ---------------- | ------------------ | ----------- | --------------------- |
| Ахен             | Aachen             | 4,8         | Ахен, Германия        |
| Баганур          | Baganur            | 16,4        | Баганур, Монголия     |
| Бенхэм           | Benham             | 2,2         | Бенхэм, США           |
| Клэкманнан       | Clackmannan        | 2,8         | Клэкманнан, Шотландия |
| Дамодар          | Damodar            | 28,7        | Дамодар, Индия        |
| Энугу            | Enugu              | 5,9         | Энугу, Нигерия        |
| Исикари          | Ishikari           | 29,3        | Исикари, Япония       |
| Джерада          | Jerada             | 2,5         | Джерада, Марокко      |
| Цзиси            | Jixi               | 19,9        | Цзиси, Китай          |
| Калимантан       | Kalimantan         | 2,7         | Калимантан, Индонезия |
| Карру            | Karoo              | 33,4        | Карру, ЮАР            |
| Кузнецк          | Kuznetsk           | 28,5        | Кузнецк, Россия       |
| Лотарингия       | Lorraine           | 4,1         | Лотарингия, Франция   |
| Люблин           | Lublin             | 6,5         | Люблин, Польша        |
| Марица           | Maritsa            | 2,4         | Марица, Болгария      |
| Матануска        | Matanuska          | 2,9         | Матануска, США        |
| Мульгилда        | Mulgildie          | 2,5         | Мульгилда, Австралия  |
| Оахака           | Oaxaca             | 5,2         | Оахака, Мексика       |
| Отаго            | Otago              | 7,9         | Отаго, Новая Зеландия |
| Кветта           | Quetta             | 3,2         | Кветта, Пакистан      |
| Симилкамин       | Similkameen        | 3,4         | Симилкамин, Канада    |
| Теруэль          | Teruel             | 7,6         | Теруэль, Испания      |
| Сулия            | Zulia              | 12,3        | Сулия, Венесуэла      |